# Salix eriocarpa
Salix eriocarpa es una especie de sauce perteneciente a la familia de las salicáceas, Es nativa de Asia.

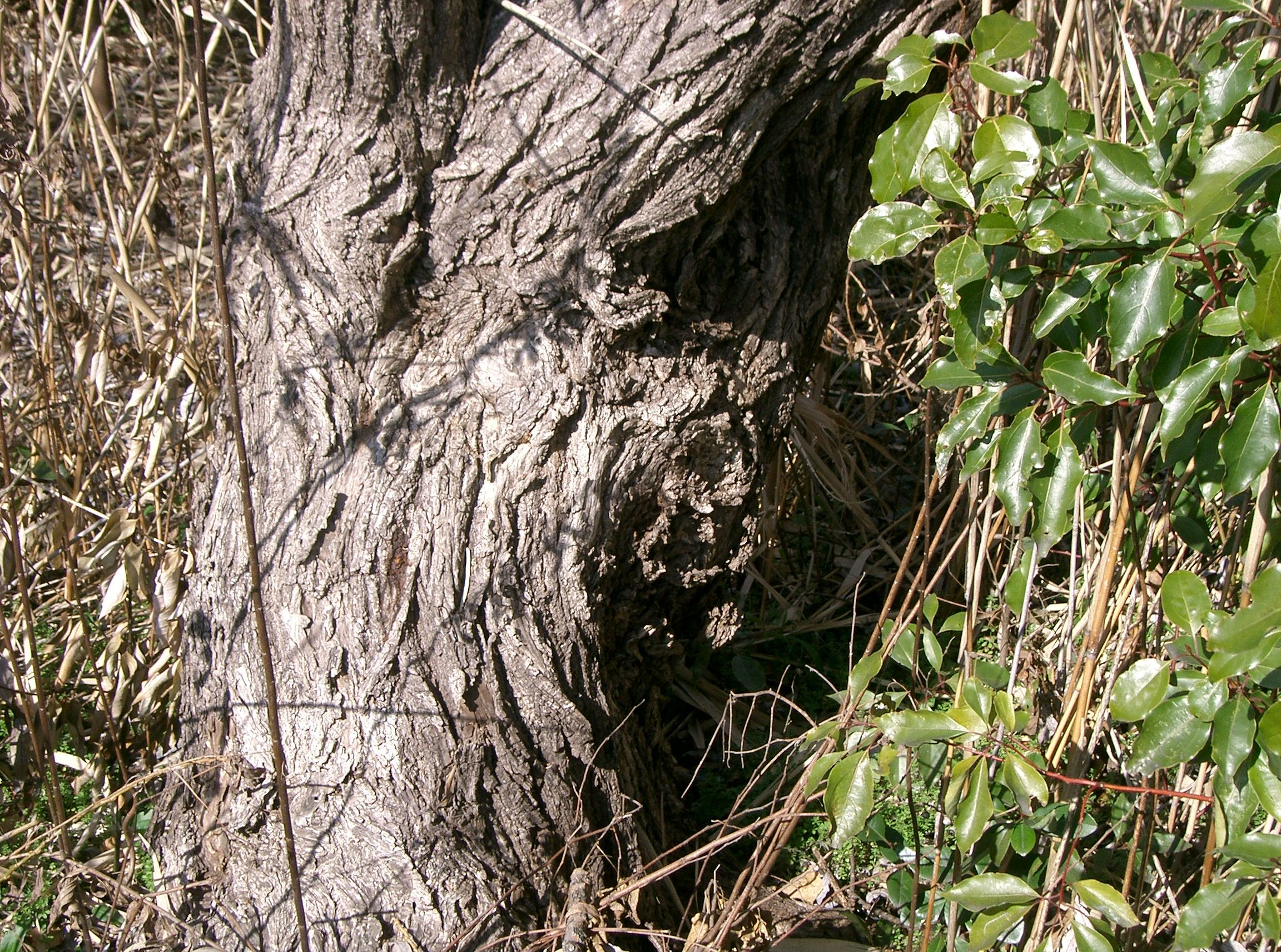
Detalle de la planta

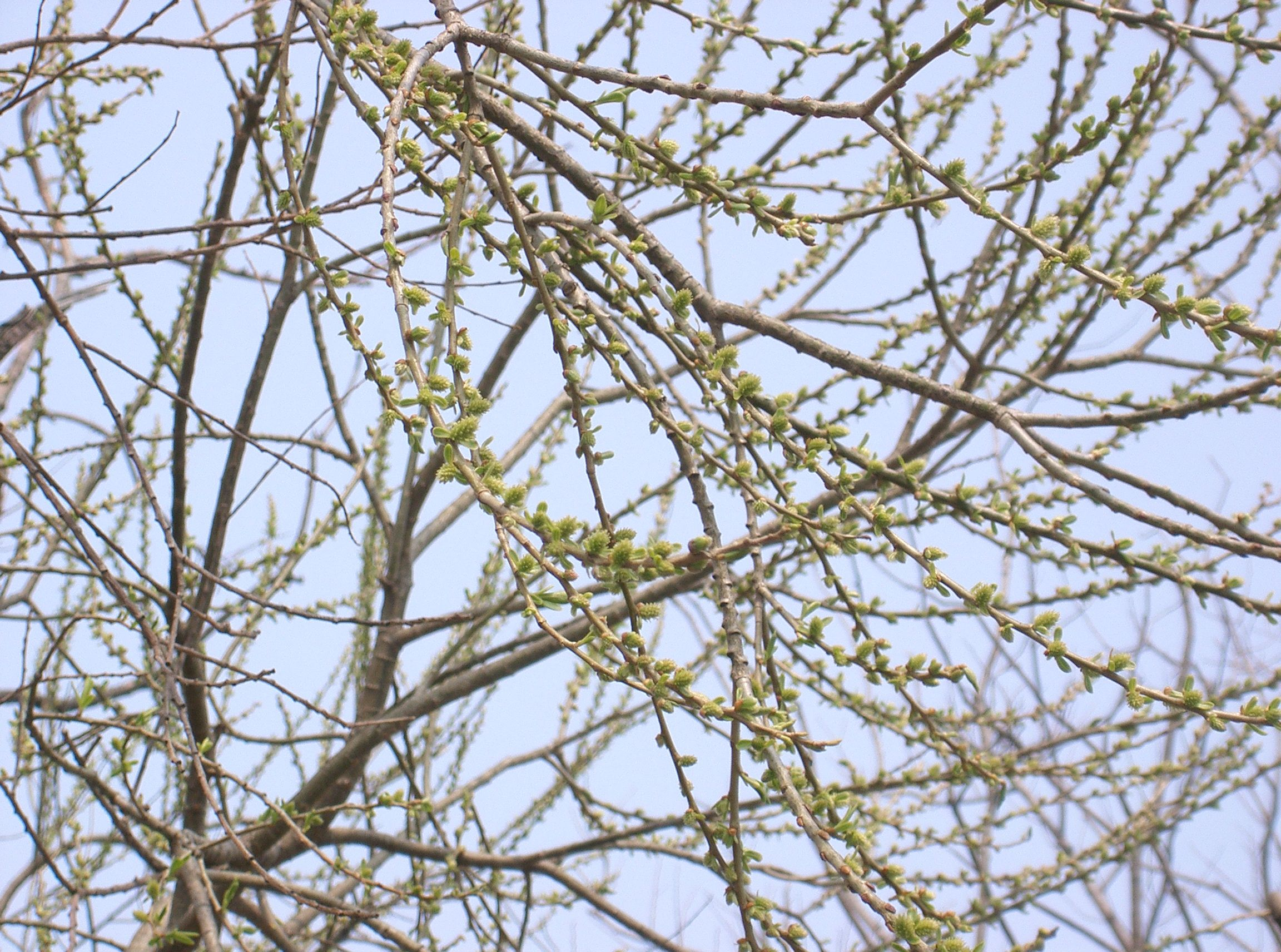
Ramas

## Descripción
Son arbustos o árboles que alcanzan un tamaño de 20 m de altura, el tronco hasta 60 cm de diámetro, la corteza de color negro gris. Las ramillas gris amarillentas o pardo amarillentas, glabras, con vellosidades cuando son jóvenes. Las yemas oblongas, lisas o ligeramente pilosas. Las hojas oblanceoladas u oblongo-lanceoladas, de color verde. El amento masculino de 2-4 cm y el femenino de 1.5-2 cm longitud.

## Distribución y hábitat
Se encuentra a lo largo de los ríos, desde el nivel del mar hasta los 600 metros, en Heilongjiang, Jilin, Liaoning en China y en Japón, Corea y Rusia.

## Usos
Son plantadas para proteger taludes, para la reforestación, y para la obtención de madera.

## Taxonomía
Salix eriocarpa fue descrita por Franch. & Sav. y publicado en Catalogue of North American Plants North of Mexico (ed. 3) 89, en el año 1910.
Etimología
Salix: nombre genérico latino para el sauce, sus ramas y madera.
eriocarpa: epíteto latino que significa "con frutas lanudas".
Sinoinimia
- Salix dolichostyla Seemen
- Salix mixta Korsh.[5]